# 鈴木年基

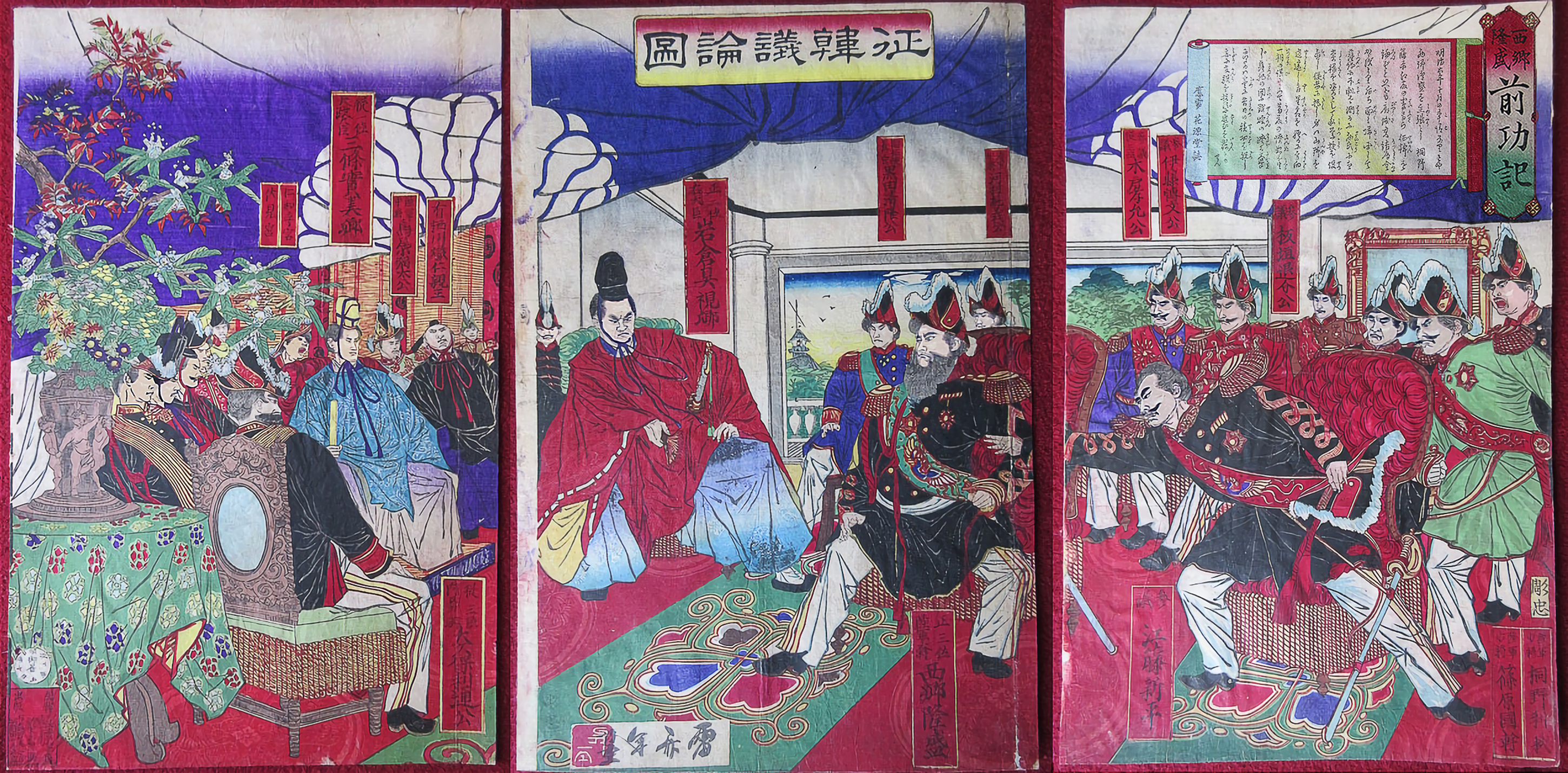
「征韓議論図」　年基画。

鈴木 年基（すずき としもと、生没年不詳）とは、明治時代の大阪の浮世絵師、洋画家。

## 来歴
月岡芳年の門人、大阪の人。姓は鈴木または鈴樹、名は雷之助。雷斎、蕾斎と号す。生年は不明だが、芳年の兄弟弟子たちとの比較や、後述する明治10年（1877年）に編輯兼発行人になっていることから、安政初年頃から嘉永年間にさかのぼると推測される。安堂寺橋通三丁目23に住んでいた。
明治8年（1875年）には大阪の錦絵新聞『新聞圖繪』を執筆し、その版元八尾善から別に「地球全界雷名鏡」シリーズを刊行したようだ。明治10年版行の西郷隆盛など西南戦争の立役者達を大判の大首絵で描いた「文武高名伝」（大判揃物、点数不明）や、同戦争の場面を大判三枚続で描いた錦絵などが知られている。その一方で年基には文才もあったらしく、同じ年に鈴木雷之助の名で自身が編輯兼出版人となった、絵草紙『薩摩大戦記』六編を綿屋喜兵衛から出版している。明治10年代に京阪の風景画シリーズを描いている。これらは、犯罪や戦争場面を血みどろで凄惨な場面として描いており、師である芳年の影響が窺えるが、やや芝居がかったリアリズムや陰惨な中に諧謔性を潜ませた表現を見せ、幕末の歌川派と上方浮世絵を合わせた年基独自の表現である。
風景画では、やはり明治の初年ごろ大阪を中心とする各地の名勝を中判横長風景を二丁掛けに配した大判「大日本名所寫真鏡」を7番まで計14景を刊行したと推測される。画風には、小林清親の光線画の影響がみられる。しかし、清親の澄んだ空の表現に対し、年基は昼景でも独特の濁ったような暗さが見られ、これが年基の個性であり、大阪の地方色だと考えられる。
没年も不明で明治30年代半ば以降から消息が追えなくなるが、大正10年（1920年）初春の年記が入った共箱を持つ作品が発見されており、これが正しいとすればその頃まで存命だったことになる。あるいは『浮世絵師伝』刊行の昭和6年（1931年）の時点までは生存していたとも見られる。

## 「浮世油画」蕾斎
明治21年（1888年）刊行の『大阪市中近傍案内』の末尾近くに掲載された「所詮成人名」の「油畫家」の欄には、「加島信成、鈴木蕾斎、石川蕉蔭、正林謙齋、餘ハ略ス」とあり、年基は蕾斎の号で油絵にも手を染めていた。明治20年代に出版された書画番付では、頻繁に蕾斎の名が見える。明治29年出版の『大日本繪畫著名大見立』では東張出として、「浮世油畫　京寺町錦上　野村芳國」、「同　大阪平野町堺筋四　鈴木雷齋」とある。「浮世油画」という言葉は今日では聞きなれぬ表現であるが、先述された野村芳国（二代目）は浮世絵に学びつつ銅版絵本にも手を染めたことから、浮世絵師であって油画もこなす両者を「浮世油画」と表現したと想定される。しかし、蕾斎がどこで油画を学んだかは全く不明で、同時代の史料もあまり残っておらず、現存を確認されている作品も3点ほどしか確認されていない。
むしろ、明治20年代以降の蕾斎は引き札や、名所絵にその名を留める。明治31年刊の「東京名勝十二景」は、大幅に絵を入れ替えたり、門人に林基春がおり、その林基春や基春の門人広瀬春孝によって、同じ体裁の名所絵が大量に制作された。引き札はポンチ絵風の物が多い。

## 作品
錦絵
- 「征韓議論図」　大判3枚続　東京経済大学所蔵
- 「文武高名伝 前原一角」　大判　萩博物館所蔵　※明治10年
- 「薩摩大軍記」　大判3枚続　※明治10年
- 「鹿児島伝報記」　大判3枚続　※明治10年
- 「有名十八史略　西郷吉之助隆盛」　大判　※明治10年
- 「相州江之島」　中判　※明治14年‐明治15年
- 「大日本名所図会」　中判2丁掛
- 「大日本名所写真」　中判2丁掛揃物

肉筆画
- 「大井川渡しの図」　神戸市立博物館所蔵　※油絵
- 「桜花谿流之図・丹楓野色之図」　絹本着色、双幅